# Glanzend platmos
Glanzend platmos (Plagiothecium denticulatum) is een soort uit het geslacht platmos (Plagiothecium).

## Determinatie
De soort vormt platte matten. De stengel is niet of nauwelijks vertakt en sterk afgeplat. De bladeren zijn eirond-lancetvormig, tot 4 mm, asymmetrisch en geoord. De nerf is kort en dubbel.

## Ecologie
Glanzend platmos komt voor op strooisel in min of meer vochtige bossen, op boswallen, greppelkanten, steilkanten, boomvoeten en boomstronken. 